# 時代劇専門チャンネル
時代劇専門チャンネル（じだいげきせんもんチャンネル）は、日本映画放送株式会社が運営するテレビジョン放送。専門チャンネル。内容は、他メディアで放送された時代劇テレビ番組と、時代劇映画が中心である。
日本映画放送株式会社の大株主であるフジテレビや東宝の制作番組、制作映画が放送の主体であるが、NHKなど他のメディアの制作番組なども放送している。
スカパー!プレミアムサービス、スカパー!（東経110度CS放送）、その他のケーブルテレビ、ひかりTVで放送している。かつてはモバキャスでも放送していた。
侍風のマスコットキャラクターは「若」と名付けられ、番組開始時のアイキャッチや放送中に表示されるチャンネルロゴ表示、番組・チャンネル案内に起用される他、キャラクターグッズも販売されることがある。
現在の主なキャッチコピーは、「刺激、感激、時代劇。」（2016年7月1日現在）。それ以前は「伝えつづける。創りつづける。」を使用していた（2016年6月30日まで）。

## 沿革
- 1998年（平成10年）7月 - 時代劇コンテンツ推進協議会と契約し[1][2][3]、スカイエンターテイメント（現・ジェイ・スポーツ）により、スカイパーフェクTV!（現・スカパー!プレミアムサービス）にて放送開始[1][2][3]。
- 2000年（平成12年）4月 -  日本映画衛星放送（現・日本映画放送）株式会社に業務を継承。
- 2002年（平成14年）7月 - スカイパーフェクTV!2（現・スカパー!）にて「日本映画+時代劇チャンネル」放送開始（日本映画専門チャンネルとの混合編成）。委託放送事業者はシーエス映画放送。
- 2003年（平成15年）10月 - スカイパーフェクTV!2で「時代劇専門チャンネル」を放送開始。委託放送事業者はフジテレビ系のサテライト・サービス。なお「日本映画+時代劇チャンネル」は「日本映画専門チャンネル」にチャンネルを変更[注 1]。
- 2007年（平成19年）10月 - e2 by スカパー!（現・スカパー!）における委託放送事業者をサテライト・サービスからシーエス映画放送へ変更。
- 2009年（平成21年）10月 - スカパー!HD（現・スカパー!プレミアムサービス）で「時代劇専門チャンネルHD」としてハイビジョン放送開始。衛星役務利用放送事業者はスカパー・ブロードキャスティング。
- 2012年（平成24年）7月 - スカパー!e2にてハイビジョン放送開始。 日本映画衛星放送（現・日本映画放送）株式会社の直営放送となる。
- 2015年（平成27年）4月1日 - モバキャスでの放送を開始（サービス放送は同年3月18日から）。
- 2016年（平成28年）6月30日 - モバキャス（NOTTV）での放送を終了。
- 2016年（平成28年）12月1日 - スカパー!プレミアムサービスの衛星一般放送事業者が、スカパー・ブロードキャスティングからスカパー・エンターテイメントに変更。
- 2018年（平成30年）12月1日 - スカパー!では新4K8K衛星放送の有料4Kチャンネルとして110度CS（左旋）にて、日本映画専門チャンネルと時代劇専門チャンネルの番組を4K画質で放送するチャンネル「日本映画+時代劇 4K」（CS Ch.4K 880）を開局。
- 2019年（平成31年・令和元年）5月20日 - BSデジタル放送の新規参入を申請。日本映画専門チャンネルで既に参入していたため、落選に終わった。
- 2021年（令和3年）2月 - J:COMで4K放送「日本映画+時代劇 4K」（Ch.436）の放送を開始。
- 2024年（令和6年）3月31日 - スカパー!での4K放送「日本映画+時代劇 4K」（CS Ch.4K 880）の放送を終了[4][5]。

## 放送時間
- 原則午前5時基点の24時間放送。ただし、午前3-4時台スタートの作品の終了後、5時基点までの間はフィラーとして番組ガイドなどを放送する場合がある。日によっては3時台の放送作品終了後1時間のフィラーとなるケースもある

## チャンネルの特徴
- 『暴れん坊将軍』・『銭形平次』・『鬼平犯科帳』・『剣客商売』などの人気時代劇や『大河ドラマ』から、隠れた名作まで放送する。
- 歴史上の出来事に焦点を当て、その出来事に関連した作品（その時歴史が動いたなどのドキュメンタリー番組も含む）を特集放送することもある。
- 松平健、栗塚旭、加藤剛などの俳優の主演時代劇を特集し、時代劇俳優のインタビュー番組と合わせて放送される。インタビュアーは、フジテレビの時代劇担当プロデューサーだった能村庸一が担当している。本人が司会の番組もある。
- 作品のオリジナリティーを重視し、「めくら」・「乞食」などの差別用語の修正を一切行わない。放送作品の最後には、「作品の時代背景や、原作者・制作者の意図を尊重しオリジナルのまま放送させて頂きました。」のテロップが挿入される[注 2]。これは放送禁止用語を厳しくカットするファミリー劇場やアニマックスとは対照的である。ただし放送用のマスターテープが地上波の再放送用テープを使用している場合は一部に音消しの処理が行われていることがある。また放送作品のサブタイトルに差別用語が使われている場合や、話の内容が今日では不適切な場合は、放送作品の冒頭と最後に「これからご覧頂きます（ご覧頂きました）作品には、現代においては不適切と思われる表現がありますが、製作当時の時代背景や、原作者、製作者の意図を勘案し、オリジナルのまま放送させて頂きます（頂きました）。」と、前述とは異なるテロップが挿入される。
- また、落語を取り上げた番組も随時放送されている。
- 殆どの時代劇は正味50分間程度の放送時間であるため、殆どの場合、毎時50分以降の10分間は後述するオリジナルのミニ番組や、10分間のテレビショッピングで穴埋めされる（地上波や他のチャンネル同様、健康食品やサプリメントなどの通販番組を普通に放送する）。
- 2009年10月4日からCS放送のチャンネルとして初のクローズドキャプション方式による字幕放送を一部の作品において行っている[6]（当面は、スカパー!HDとスカパー!e2のみで実施）。2012年7月1日よりe2でのハイビジョン化を期にほぼ全作品で字幕放送を実施している。なお、番組表は産経新聞等に掲載されている。2022年11月1日から読売新聞と中日新聞・日刊県民福井にも掲載されるようになった。
- 2011年から新作オリジナル時代劇を制作・放映している。2016年12月現在で制作・放映された12本のうち7本は、何れも池波正太郎原作によるものであり、そのうち5本が「鬼平外伝」シリーズである。
- 姉妹チャンネルの日本映画専門チャンネルとの共同企画を打つ事がある。特に2015年1月からは『戦後70年共同企画』と銘打ち、戦後の映画史にその名を残した映画監督や俳優たちにスポットを当て、関連作品やオリジナル番組を放送している（詳細は後述）。
- 2016年7月1日よりスタートした『朝だよ!暴れん坊将軍』『朝だよ!遠山の金さん』（詳細は後述）より、チャンネルのタイトル映像（10秒）の後に番宣CM（基本的に1分間。60秒×1の場合もあれば、30秒×2の場合もあり）とチャンネルの5秒CMを放送してから、本編に入る趣向を取った。この時は2番組限定で実施されていたが、同年11月7日以降はほぼ全ての番組で適用される事となった。ただし、解説放送が行われる場合には、この措置は適用されない（詳細は後述）。
- 一部の放送作品（特に『日替り長編アワー』で放送される長編作品）に於いて、女性アナウンサーによる解説放送を実施する場合がある。この場合、チャンネルのタイトル映像を10秒程流し、解説放送が行われる旨の説明を20秒間放送した後、本編が流れると言う趣向になっている（ただしこの場合、前述の番宣CMやチャンネルの5秒CMは放送されない）。また本編終了後、前述の放送内容に関するテロップの後に、清らかな水の流れる川の映像と共に「引き続き、時代劇専門チャンネルをお楽しみ下さい」のテロップが表示される。ただし、解説放送はスカパー!全サービスを始めとする一部の放送キャリアに限定したものであり、それ以外の放送キャリアに於いては、時専からのお知らせ（特に前述のクローズドキャプション方式による字幕放送に関する告知）を20秒程、チャンネルのタイトル映像10秒程流した後、本編を放送、終了後は前述の環境映像を数秒流した後、次に放送される番組の告知CMを放送する仕組みである。

## 評価
2008年の調査では、CSでトップの接触率（視聴率、占有率）を記録している。
地上波での時代劇放送が削減されているため、加入者数は増加を続けており、2010年から2011年にかけての増加率は20％、100万世帯以上で2011年9月時点での視聴世帯数は816.1万世帯を記録し、最も人気のある有料放送となっている。視聴者層は中高年が中心で、購買力があるためにCM販売も好調である。
また、前述のように地上波での時代劇放送が激減していることを受けて、2011年の『鬼平外伝 夜兎の角右衛門』を筆頭とする新作オリジナル時代劇を制作・放映している。

## 主な番組

### 午後の連続アワー
放送時間 月曜-金曜 12時-13時、15時-24時
ただし、12時台は後述の『藤沢周平劇場』のリピート放送となっている。

### 朝・深夜の連続アワー
放送時間 月曜-金曜 7時-12時、24時-27時（午後の連続アワーで放送した作品は翌月の朝か深夜のどちらの時間帯で再放送される）

### “朝だよ!”シリーズ
放送時間 月曜-金曜 4時台5時台6時台にそれぞれ別作品(通常の連続アワーとは別に放送)
4時台、5時台、6時台にそれぞれ、「朝だよ！○○｛番組名(作品名)｝」と銘打っている。放送作品は、その時々であり、シリーズ作の場合は、最終シリーズまで同一時間に放送した後、別作品に変わる。
なお、テレビスペシャル版の放送や特別編成で放送が休止されることがある。また、深夜から早朝に掛けて放送される番組に関しては、チャンネル全体もしくは放送キャリア毎に実施される放送機器のメンテナンスにより放送休止となる場合があるため、メンテナンスを実施しない放送キャリアでは通常の番組を休止し、長編作品を何本か放送する措置を取る（放送休止となる番組に関しては、チャンネルのホームページか電子番組表（EPG）を参照との事）。
主な作品
放送作品は多数なので、代表的な番組のみ記す。公式サイトも参照。
- 『銭形平次』 主演 大川橋蔵、北大路欣也
- 『伝七捕物帳』
- 『暴れん坊将軍』
- 『大江戸捜査網』 主演 里見浩太朗、松方弘樹
- 『座頭市』
- 『桃太郎侍』 主演 高橋英樹
- 『大岡越前』 主演 加藤剛
- 『遠山の金さんシリーズ』（NET（テレビ朝日）・東映制作分のみ）

まんが日本昔ばなし（15分版）
平日14:45-15:00。本チャンネルでの放送を前提として厳選された240本を、月曜日から金曜日までの5曜日に1本ずつ放送。なお、『日替り長編アワー』で放送される作品の放送時間が105分を超える場合は若干時間をずらして放送するが、135分を超える場合は本来15時台に放送される番組を休止した上、繋ぎ番組を放送した上で15:45-16:00に放送される場合がある（ただし2016年7月以降は、前番組が100分を超える場合は自動的に休止となり、翌日以降に次回放送分を放送）。
必殺アワー
平日15:00-15:50。2010年4月5日より開始。必殺シリーズの作品を(作品順は順不同に)放送するほか、不定期で関係者へのインタビュー番組『必殺を斬る』も放送される。なお、番宣CMでは、宣伝している作品(シリーズ)の殺しのテーマか、映画『必殺!5 黄金の血』のために再録音された「必殺!」が、作品(シリーズ)に関わらずBGMとして使用されている。
池波正太郎劇場
平日21:00-21:50。2014年4月より放送開始。これまでに『鬼平犯科帳'69＆'71（8代目松本幸四郎主演版）』や、『剣客商売（加藤剛主演版）』、『雲霧仁左衛門（天知茂及び山﨑努主演版）』『鬼平犯科帳'75（丹波哲郎主演版）』『真田太平記』『鬼平犯科帳'80＆'81＆'82（萬屋錦之介主演版）』等が放送された。番組編成等の関係上、2015年8月4日（リピート放送は同年9月10日）の放送を以て、平日枠の放送は終了した。また、後述の通り、これとは別に土曜日や日曜日の放送もある。
藤沢周平劇場
平日21:00-21:50。2015年9月23日より開始。『藤沢周平 新ドラマシリーズ』の放送と連動する形で、過去に制作・放送された藤沢周平原作の時代劇作品を放送局・放送年代を問わずに放送する企画。2016年3月時点で『秘太刀 馬の骨』『風の果て』『神谷玄次郎捕物控』『清左衛門残日録』『藤沢周平の人情しぐれ町』『蝉しぐれ』『よろずや平四郎活人剣』『藤沢周平の用心棒日月抄』『悪党狩り』『腕におぼえありシリーズ』『立花登 青春手控え』『江戸の用心棒』が放送されている。なお、これに先駆ける形で同年9月21日に『秘太刀 馬の骨』『風の果て』の全話一挙放送がされた他、同年11月・12月には『日替り長編アワー』枠にて藤沢周平原作の長編作品6編が放送された。後述の『新・藤沢周平劇場』への移行に伴い、2017年2月9日（リピート放送は同年3月22日）の『立花登 青春手控え』最終回の放送をもって終了した。

### 日替り長編アワー
毎週月曜-金曜 13時台-14時台は長編枠が設けられ、いわゆる過去のスペシャルドラマなどの長編時代劇が放映される。ただし、10大TVシリーズで放映されている番組のシリーズ途中に出てくるスペシャル作品は、10大TVシリーズ枠でそのまま放映される。この場合、放映時間によってレギュラー放送の放送時間を変更したり、次番組の放映を翌日に回すなどの措置を講じる。年末年始等の特別編成が実施される日は、この枠が無くなることもある。また、原則木曜日のみ後述の『池波正太郎劇場』の土曜日放送分の再放送となり、放送する作品によっては2時間で60分もの2話分を放送する事になるため、場合によっては『日替り長編アワー』の番組タイトルを外して放送する事がある。また、2016年3月18日以降の毎週金曜日は、やはり後述の『大河ドラマ「総集編」劇場』枠で放送された作品の再放送に充てられる。なお金曜日（2015年10月17日まで）は、2014年11月よりNHK大河ドラマ『天地人』『龍馬伝』の再放送に充てられるため、『日替り長編アワー』の番組タイトルを外している。

### オリジナル時代劇
藤沢周平 新ドラマシリーズ
- 『果し合い』 - BSスカパー!にて2015年10月31日に先行放送の後、東京・東銀座の映画館「東劇」での1週間限定公開を経て、2016年2月7日に本チャンネルにて放送。
- 『遅いしあわせ』 - 2015年11月23日に本チャンネルにて放送。2016年2月6日にはBSスカパー!でも放送。
- 『冬の日』 - 2015年12月6日に本チャンネルにて放送。2016年2月6日にはBSスカパー!でも放送。
- 『三屋清左衛門残日録』シリーズ - 2016年2月6日に、BSフジ開局15周年記念番組として同局で放送（HD版）。
  - 『三屋清左衛門残日録 登場編』
  - 『三屋清左衛門残日録 完結編』
  - 『三屋清左衛門残日録 三十年ぶりの再会』
  - 『三屋清左衛門残日録 新たなしあわせ』
  - 『三屋清左衛門残日録 陽の当たる道』
  - 『三屋清左衛門残日録 あの日の声』

- 『帰郷』 - 2020年、第32回東京国際映画祭特別上映、BSスカパーでの放送に先駆け、2020年1月17日に劇場公開、2月8日にはBSスカパー!でも放送。

「鬼平外伝」シリーズ
- 『鬼平外伝 夜兎の角右衛門』
- 『鬼平外伝 熊五郎の顔』
- 『鬼平外伝 正月四日の客』
- 『鬼平外伝 老盗流転』
- 『鬼平外伝 最終章 四度目の女房』

その他
- 『新・御宿かわせみ』
- 『闇の狩人』
- 『池波正太郎時代劇スペシャル 顔』
- 『殺すな』

### オリジナルドラマ
- 『密使と番人』（時代劇専門チャンネル×日本映画専門チャンネル共同製作作品）
- 非本格派時代劇シリーズ
  - 『小河ドラマ 織田信長』（時代劇専門チャンネル・オリジナル作品）
  - 『小河ドラマ 龍馬がくる』（時代劇専門チャンネル×カンテレ共同製作作品）
  - 『小河ドラマ 徳川☆家康』（時代劇専門チャンネル×カンテレ共同製作作品）

- 『BLACKFOX: Age of the Ninja』（時代劇専門チャンネル×東映共同製作作品）

### アニメ・特撮
※#現在放送中、もしくは放送予定の企画 ＞「時専シンヤ」ゾーンも参照。
- 『まんが日本昔ばなし』
平日（祝日を含む）5曜日に1話ずつ放送される15分版と、本作放送当時の土曜日19時台（2016年10月から12月までの一時期は、土曜18時台に放送された事もある。リピート放送は日曜日16時台（ただし2016年6月迄は日曜日8時台）。更に2017年1月15日からは、日曜日朝7時枠にて第1話からのリピート放送がスタートした）に4本ずつ放送される60分版の2つのレギュラー放送がある。また、初回放送分（2015年7月-2016年6月）に限り厳選された240話を60話ずつ国民の祝日および正月3ヶ日に一挙放送すると言う企画も行われていた。

#### 過去に放送したアニメ作品で特筆するべき事例
※#終了した企画 ＞アニメ、特撮・人形劇も参照。
- 『鬼平 ONIHEI』
当チャンネルが初めて制作委員会に参加したアニメ作品。2017年1月15日より同年4月まで本放送[13]。
- 『モノノ怪』
フジテレビTWOドラマ・アニメ・フジテレビNEXT ライブ・プレミアムで初回放送されたが、当チャンネルの大株主であるフジテレビ製作のノイタミナ作品。

### オリジナル番組
以下の番組は主に毎時50分ごろ（長編アワーの時間帯は一部休止となる時間帯がある）から次の作品が始まる正時まで放送されているミニ番組が主である。ただし、横浜にぎわい座の番組と『龍ちゃん・松ちゃんぶらり探訪東海道』、『時代劇法廷』は通常の時代劇を放送する時間帯の定時の番組扱いとして放送されている。過去の番組は終了した企画を参照。
- 『時代劇体操』[注 5] 初代：麻丘めぐみ、二代目：瀬川瑛子
- 『時代劇法廷』
- 『落語時代』：柳家喬太郎 ほか
- 『歴史を訪ねて 日本の城』
- 『歴史を訪ねて 日本の社』
- 『読む!時代劇』

### その他
チャンネル開局以来初の音楽番組『時代劇(ちょんまげ)うた祭り ザ★ゴールド』や、実際に存在した脚本家チーム「梶原金八」と、彼らを取り巻く人たちを描いたオリジナルドラマ『天才脚本家 梶原金八』（出演：ヨーロッパ企画ほか）、時代劇をテーマにしたチャンネル初のクイズ番組『時代劇クイズ 一答両断!』通販番組『大江戸買物帳』が製作・放送されている。

### 土曜の編成
絶景百名山
05:00-06:00。日曜日放送分のリピート放送。
過去の放送作品の一挙放送
13:00-19:00。『遠山の金さん捕物帳』、『暴れん坊将軍』、『鬼平犯科帳』などの人気テレビシリーズが一挙放送される。なお、特別編成で一挙放送が休止となる場合がある。
まんが日本昔ばなし（60分版）
19:00-20:00。
池波正太郎劇場（長編）
20:00-22:00。主に池波正太郎原作の長編作品を放送。翌月の11:00-13:00にリピート放送がある。また、平日の『日替り長編アワー』枠でも遅れて放送されている。
新・藤沢周平劇場
22:00-23:00。2017年2月18日放送開始。主に『藤沢周平劇場』枠で放送された過去の作品を中心に放送。翌週の土曜朝10時枠にリピート放送がある。
特別長編枠
06:00-10:00、23:00-29:00。

### 日曜の編成
池波正太郎劇場
- 『鬼平犯科帳（中村吉右衛門版）』 10:00-10:50、17:00-17:50。
- 『剣客商売（藤田まこと版）』11:00-11:50、18:00-18:50。

まんが日本昔ばなし（60分版）
07:00-08:00（2017年1月15日～、第1話からのリピート放送）、16:00-17:00（前週放送分のリピート放送）。
過去の放送作品の一挙放送
11:00-14:00（『長七郎天下ご免!』。ただし、直後に放送される長編作品によっては短縮の場合あり）。
大河ドラマ「総集編」劇場
21:00-23:00（5:00-7:00に遅れリピート放送あり。ただし『日替り長編アワー』の金曜日や、日曜日26:00-28:00にも放送あり）。
長編作品枠（作品によって時間帯が変動される場合あり）
14:00-16:00、19:00-21:00。
絶景百名山
08:00-09:00（本放送）、28:00-28:57（日曜日早朝放送分の遅れリピート放送）。

### 現在放送中、もしくは放送予定の企画
- 『藤沢周平 新ドラマシリーズ』

池波正太郎らと並ぶ時代劇小説の大家・藤沢周平の作品の中から選りすぐりの4作品を選び、豪華名優陣によって映像化されたドラマを放送するオリジナル時代劇シリーズ。本チャンネルでの放送が主体だが、一部の作品についてはBSスカパー!にて先行放送される他、BSフジやスカパー!4K総合でも放送される場合がある。
- 『銀幕の時代劇スター列伝』

戦前から戦後に掛けて、主に時代劇を中心に活躍した映画俳優を毎月1人ずつ取り上げる特集企画。2016年4月開始。これまでに中村錦之助（『瞼の母』）・片岡千恵蔵（『江戸っ子判官と振袖小僧』『御存じいれずみ判官』）・大川橋蔵（『月形半平太』）・東千代之介（『ふたり若獅子』）・月形龍之介（『水戸黄門シリーズ』）・市川右太衛門（『旗本退屈男』）・阪東妻三郎（『天狗の安』）・大河内傳次郎（『上州鴉』）・嵐寛寿郎（『鞍馬天狗3部作』）・近衛十四郎（『柳生武芸帳 片目の忍者』）が放送されている（今後については、長谷川一夫（『小判鮫總集編 愛憎七変化』）・大友柳太朗を予定）。
- 『時代劇専門チャンネル THE 深夜』

主に昭和生まれの男性に向けて作られた実験的企画。2015年2月14日開始。「劇画のカリスマ」と言われた伝説の漫画家・白土三平原作のアニメ『サスケ』『忍風カムイ外伝』の2作品を、毎週土曜日24:00-27:00の時間帯で3話ずつ放送していた（ただし初週は関連番組『拝啓 白土三平様～劇画のカリスマに捧げる僕らの愛～』放送の関係で、2話ずつ放送）。長きに渡り放送が中断していたが、2016年3月5日の『仮面の忍者 赤影』一挙放送開始を機に放送を再開。『仮面の忍者 赤影』4話ずつの他、『サスケ』『忍風カムイ外伝』を2話ずつ放送。ちなみに現在は休止中。
- 『大河ドラマ「総集編」劇場』

1963年から約53年間、ほぼ半世紀あまりに渡って放送されたNHK大河ドラマ全54作品のうち、30作・延べ108回を2年間に渡り放送するチャンネル始まって以来の大型企画。また、この番組の放送に併せ、『独眼竜政宗』『八代将軍吉宗』『葵 徳川三代』の脚本を手掛けたジェームス三木をナビゲーターに起用した特別番組『大河ドラマとその時代～日本を映し出した半世紀～』も放送。
- 『時専シンヤ』

火～土の未明（月～金の深夜26時枠）のアニメ（もしくは特撮）作品放送枠。現在は『ゴールデンカムイ』ほかを放送。
放送する作品は、時代劇というジャンルにとらわれすぎない多種多彩な作品が放送される。
- 『華麗なる宝塚歌劇の世界』

不定期企画で月曜22時に放送。宝塚歌劇で演じられた演目の中から時代劇をセレクション放送。冒頭とエンディングには宝塚カフェブレイクの中井美穂による解説とゲストとの対談が入る。

### 終了した企画
オリジナル企画
- 『ハイビジョンで甦る「市川雷蔵」時代劇全仕事』
雷蔵が出演した映画全159本のうち、時代劇作品全てをHDリマスター化した上で放送した長期企画。同企画が終了した後も、日本の四季に併せた雷蔵の主演作品をいくつか放送している。
- 『東宝娯楽時代劇シアター』
1950年代から1960年代に掛けて製作された東宝の娯楽時代劇映画を放送する時間枠。過去に森繁久彌や三木のり平主演の『水戸黄門漫遊記』や、加東大介・小林桂樹主演の『弥次㐂夛道中記』、フランキー堺主演の『森の石松』、後述の植木等主演のクレージー時代劇映画等が放送された。なお、稀に東宝作品ではない大映（現・KADOKAWA）の『狐の呉れた赤ん坊』（阪東妻三郎主演）や、『次郎長三国志』（マキノ雅彦監督、中井貴一主演）と言った作品が放送される場合がある（いずれも『戦後70年共同企画』の一環として放送）。2015年3月28日放送の『てなもんや幽霊道中』（藤田まこと・白木みのる主演）を以て、同番組は一旦終了する事となった。
- 『時代劇専門チャンネル×日本映画専門チャンネル 戦後70年共同企画』
第2次世界大戦及び太平洋戦争の終結から70年の節目を迎えた2015年、時代劇専門チャンネルと日本映画専門チャンネルが共同で送る大型企画。
  - 『昭和の元気をありがとう! 植木等劇場』

クレージーキャッツ全盛期の1960年代に製作された東宝クレージー映画全30作品のうち、時代劇映画4作品[注 11]を放送。
  - 『李香蘭、そして山口淑子』

2014年に惜しまれつつこの世を去った、女優・山口淑子の出演作品の中から、時代劇作品2作品[注 12]を放送。
  - 『ある日本映画史～長門裕之と津川雅彦の場合～』

「日本映画の父」と呼ばれた牧野省三を祖父に持つ二人の俳優、長門裕之と津川雅彦へのインタビューを中心に、「カツドウ屋兄弟」の二人が辿ってきた俳優人生を振り返る特別番組。及びそれに関連した作品を放送する2月限定の企画。時代劇専門チャンネルでは、津川雅彦が「澤村マサヒコ」名義で子役として出演した『狐の呉れた赤ん坊（阪東妻三郎主演）』と、津川自身が「マキノ雅彦」名義で手掛けた監督作品『次郎長三国志（中井貴一主演）』を放送。
  - 『監督 黒澤明の仕事』

日本を代表する映画監督・黒澤明が手掛けた全30作品のうち、時代劇映画全11作品を放送するのはもちろん、黒澤監督作品に携わった関係者へのインタビューを中心としたオリジナル番組『監督 黒澤明と歩んだ時代～世界は今も夢を見る～』も併せて放送する大型企画。2015年11月から2016年2月に掛けて、アンコール放送された。
  - 『役者 仲代達矢の仕事』

終戦を10代で迎えた俳優の仲代達矢が、自身が歩んだ俳優人生をテーマ別に語っていくオリジナル番組『仲代達矢の新日本映画遺産』の他、仲代自身が思い入れのある作品をテーマ別に厳選して放送する企画。
  - 『占領下のNIPPONキネマ』

太平洋戦争終結後、日本が連合国軍の占領下にあった時代にGHQの方針によってチャンバラを主体とした時代劇映画の制作が禁止されていた時期に制作された時代劇映画のうち、秀作とも言うべき3作品[注 13]を放送する他、その時代の時代劇映画の制作に取り組んでいた映画人たちの生きざまをGHQの女性通訳の目を通して描かれたオリジナルドラマ『チャンバラが消えた日』も併せて放送。
- 『生誕100年 市川崑劇場』
日本を代表する映画監督の市川崑監督の生誕100周年を記念した大型企画。日本映画専門チャンネルとの共同企画。中村敦夫主演の『木枯し紋次郎シリーズ』完全放送[注 14]や、『忠臣蔵 四十七人の刺客』『御存知 鞍馬天狗』『その木戸を通って』『赤西蠣太』等と言った市川監督による時代劇長編作品4作品が放送された。また、『木枯し紋次郎シリーズ』の完全放送に併せる形で、『木枯し紋次郎』の原作者・笹沢左保原作のテレビシリーズ及び長編作品[注 15]が放送された。
- 『時専25時』・『時専S40』
『時専シンヤ』の前身にあたる枠。『時専25時』は2016年7月18日から夏休みの期間限定で土曜深夜に『西遊記（堺正章主演版）』[注 16]『仮面の忍者 赤影』[注 17]をという名称で実験的に放送していたが、好評につき2017年1月4日開始の『西遊記II』よりアニメ・特撮に慣れ親しんだ世代を「S40」という名称で総くくりにし、『時専S40』という名称に変更。この頃より現在の『時専シンヤ』枠に通じる、時代劇という枠にとらわれない多種多彩な作品が放送されるようになった。

オリジナル番組
- 『時代劇最新情報番組「瓦版」』
- 『時代劇おもしろ雑学「虎之巻」』
- 『剣客惣菜』
- 『朗読 鬼平犯科帳』 朗読:野間脩平
- 『中継・横浜にぎわい座 名作傑作落語選』
- 『必殺を斬る』- ナレーション:藤田まこと
- 『龍ちゃん・松ちゃんぶらり探訪東海道』
- 『ナイツの大岡越前(悩)相談所』
- 『ナイツの大岡越前(悩)相談所2』
- 『料理昔ばなし 〜再現!江戸時代のレシピ〜』
- 『殺陣師列伝〜知られざる殺陣の世界〜』
- 『池波正太郎の江戸料理帳』
- 『池波散歩』
- 『時代劇ニュース オニワバン!』

アニメ
- 『PEACE MAKER鐵』
- 『サスケ』
- 『忍風カムイ外伝』
- 『どろろ（第1期）』・『どろろ（第2期）』[14]
- 『佐武と市捕物控』
- 『まんが 水戸黄門』
- 『バジリスク 甲賀忍法帖』（本作品はCS初出のAT-Xでは視聴年齢制限付だったが、本チャンネルでは放送される時間帯の関係もあり視聴年齢制限はなかった）
- 『戦国BASARA』
- 『薄桜鬼』
- 『DRIFTERS』
- 『サムライチャンプルー』
- 『ピュンピュン丸』

特撮・人形劇
- 『白獅子仮面』
- 『快傑ライオン丸』
- 『風雲ライオン丸』
- 『人形劇 三国志』
- 『仮面の忍者 赤影』
- 『西遊記（堺正章主演版）』

### 落語
- 横浜にぎわい座からの寄席中継（随時）